# Heliconius melpomene
Espèce
Heliconius melpomene est un lépidoptère appartenant à la famille des Nymphalidae, à la sous-famille des Heliconiinae et au genre Heliconius.

## Dénomination
Heliconius melpomene a été nommé par Carl von Linné en 1758.
Le nom de Melpomène provient de la mythologie grecque.
Synonymes : Papilio melpomene Linnaeus, 1758

### Noms vernaculaires
Heliconius melpomene se nomme Postman Butterfly ou Common Postman en anglais.

### Sous-espèces

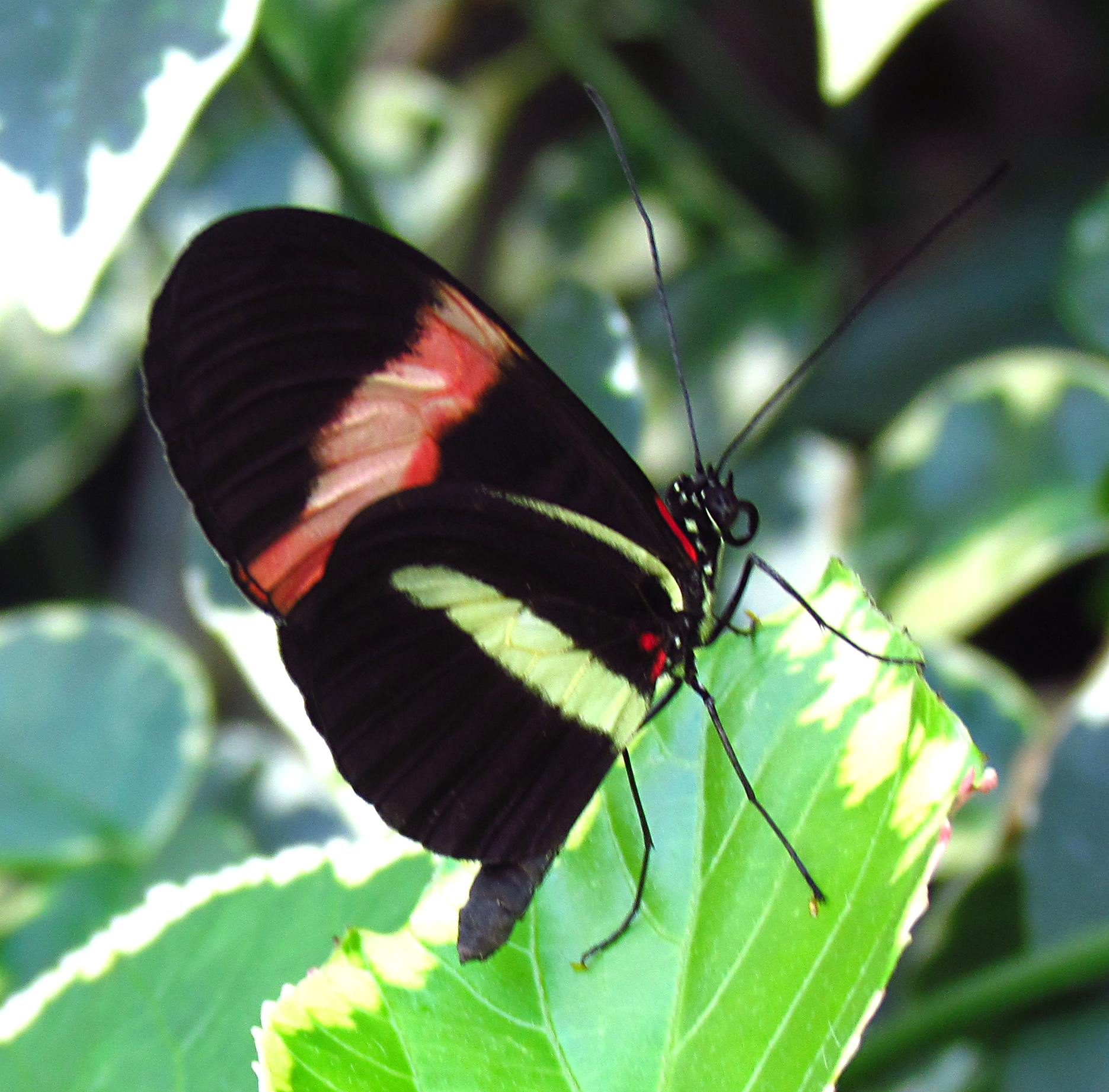
revers

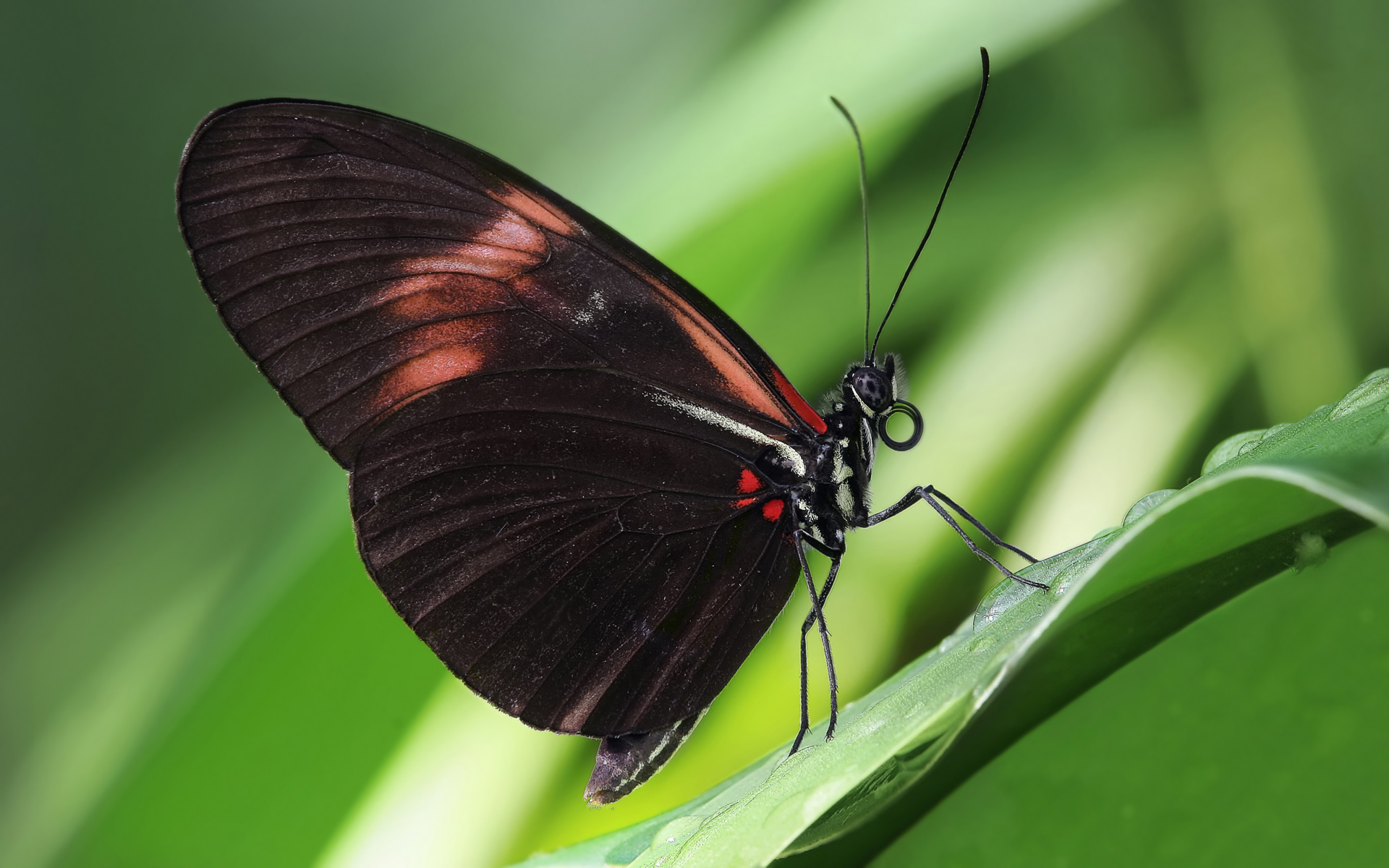
autre ornementation de revers

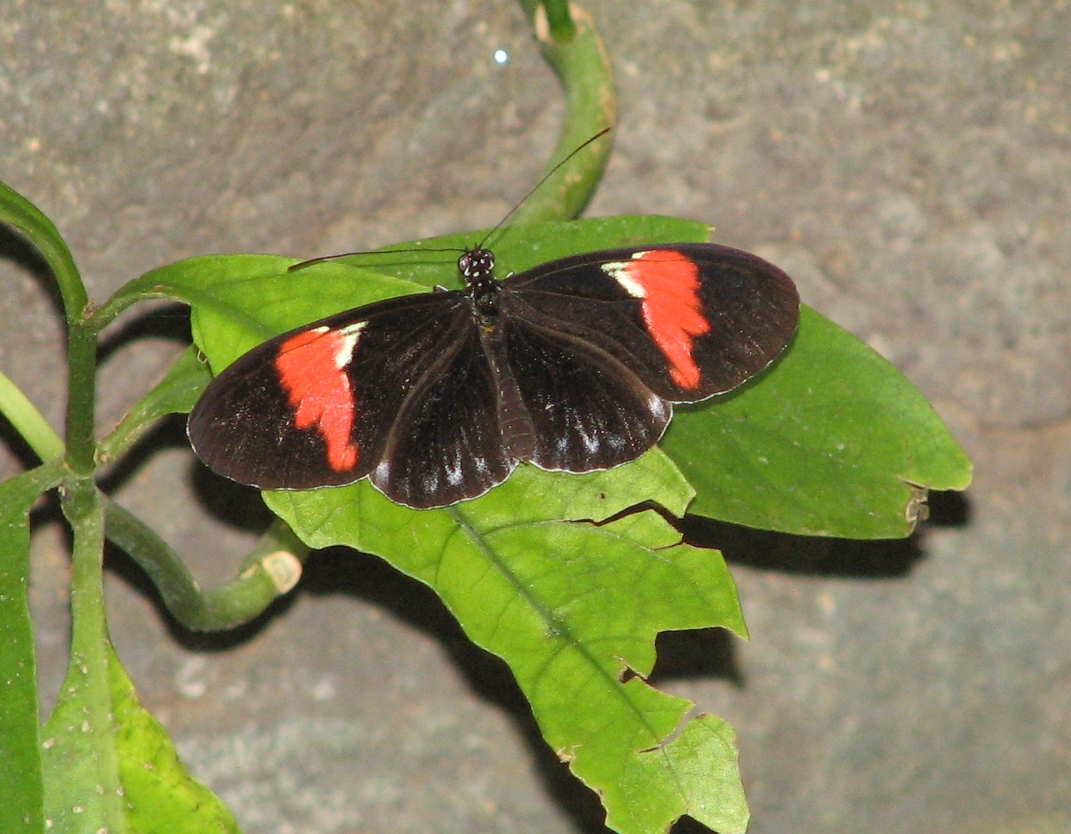
dessus

Ce papillon est représenté par 27 sous-espèces :
- Heliconius melpomene melpomene (Linnaeus, 1758)
- Heliconius melpomene aglaope (C. & R. Felder, 1862)
- Heliconius melpomene amandus (Grose-Smith & Kirby, 1892)
- Heliconius melpomene amaryllis (C. & R. Felder, 1862)
- Heliconius melpomene anduzei (Brown & Fernández, 1985)
- Heliconius melpomene bellula (Turner, 1971)
- Heliconius melpomene burchelli (Poulton, 1910)
- Heliconius melpomene cythera (Hewitson, 1869)
- Heliconius melpomene ecuadorensis (Emsley, 1964)
- Heliconius melpomene euryades (Riffarth, 1900)
- Heliconius melpomene flagrans (Stichel, 1919)
- Heliconius melpomene intersectus (Neustetter, 1928)
- Heliconius melpomene madeira (Riley, 1919)
- Heliconius melpomene malleti (Lamas, 1988)
- Heliconius melpomene meriana (Turner, 1967)
- Heliconius melpomene michellae (Neukirchen, 1982)
- Heliconius melpomene nanna (Stichel, 1899)
- Heliconius melpomene penelope (Staudinger, 1894)

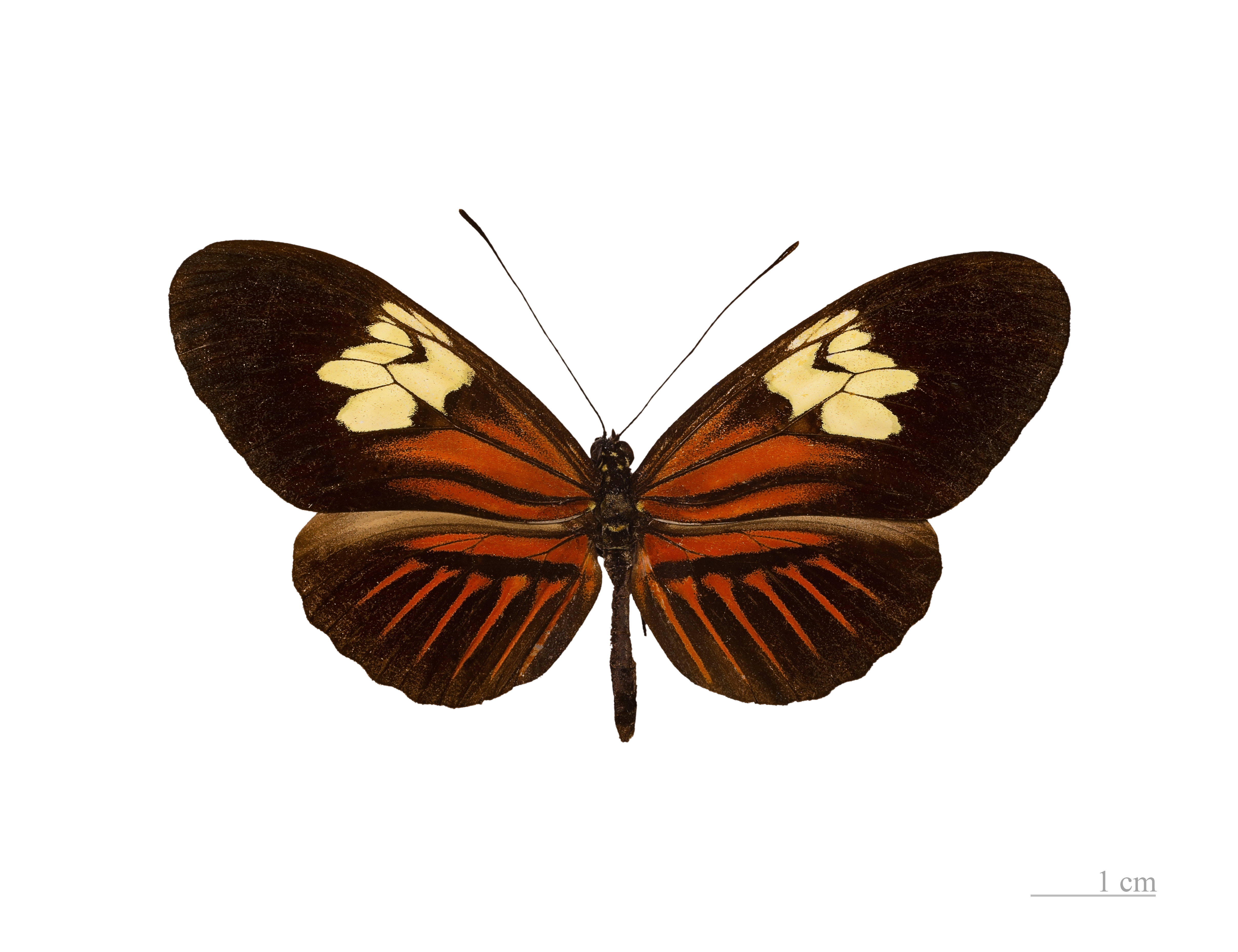
Heliconius melpomene penelope♂ Face dorsale
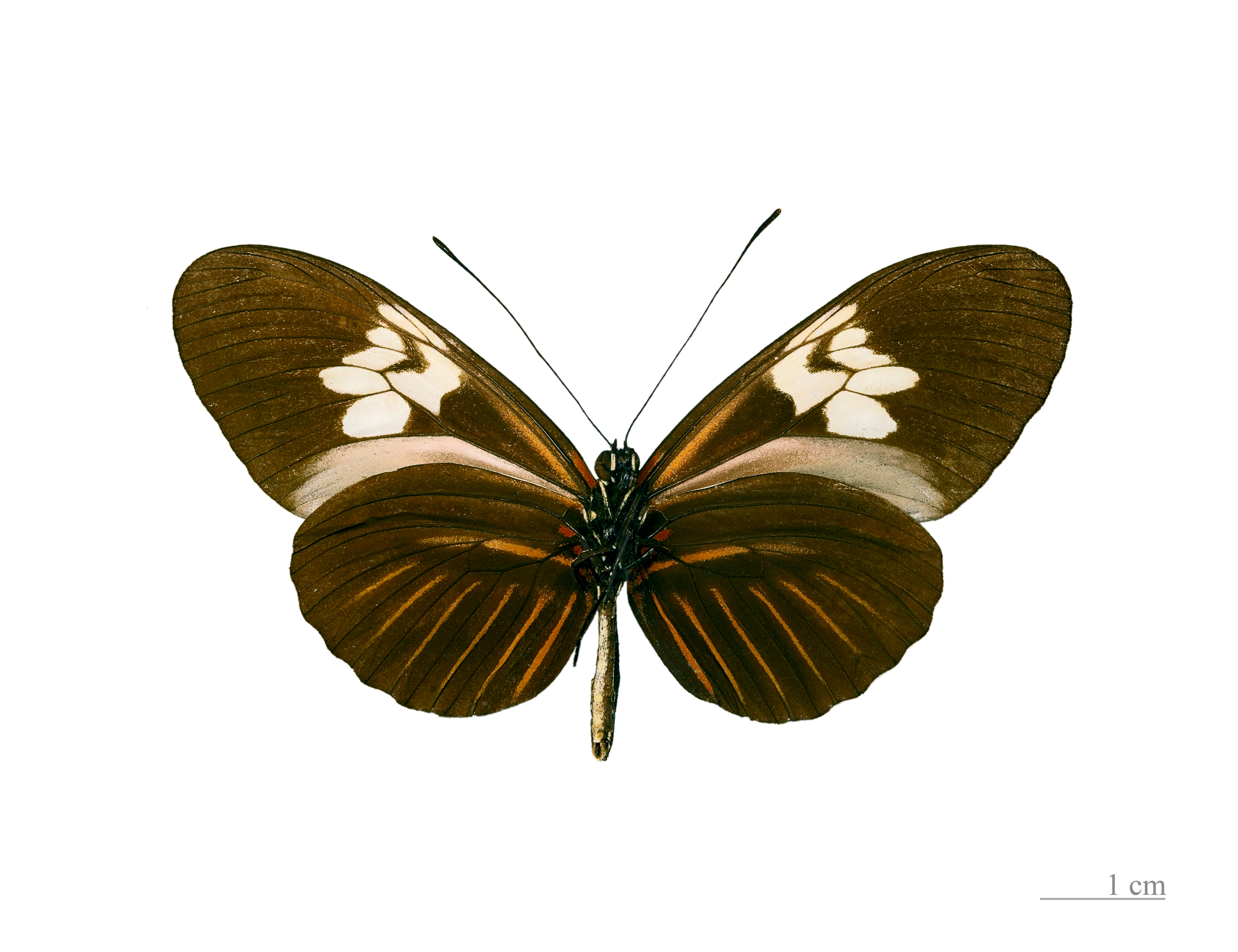
Heliconius melpomene penelope ♂ △ - Face ventrale
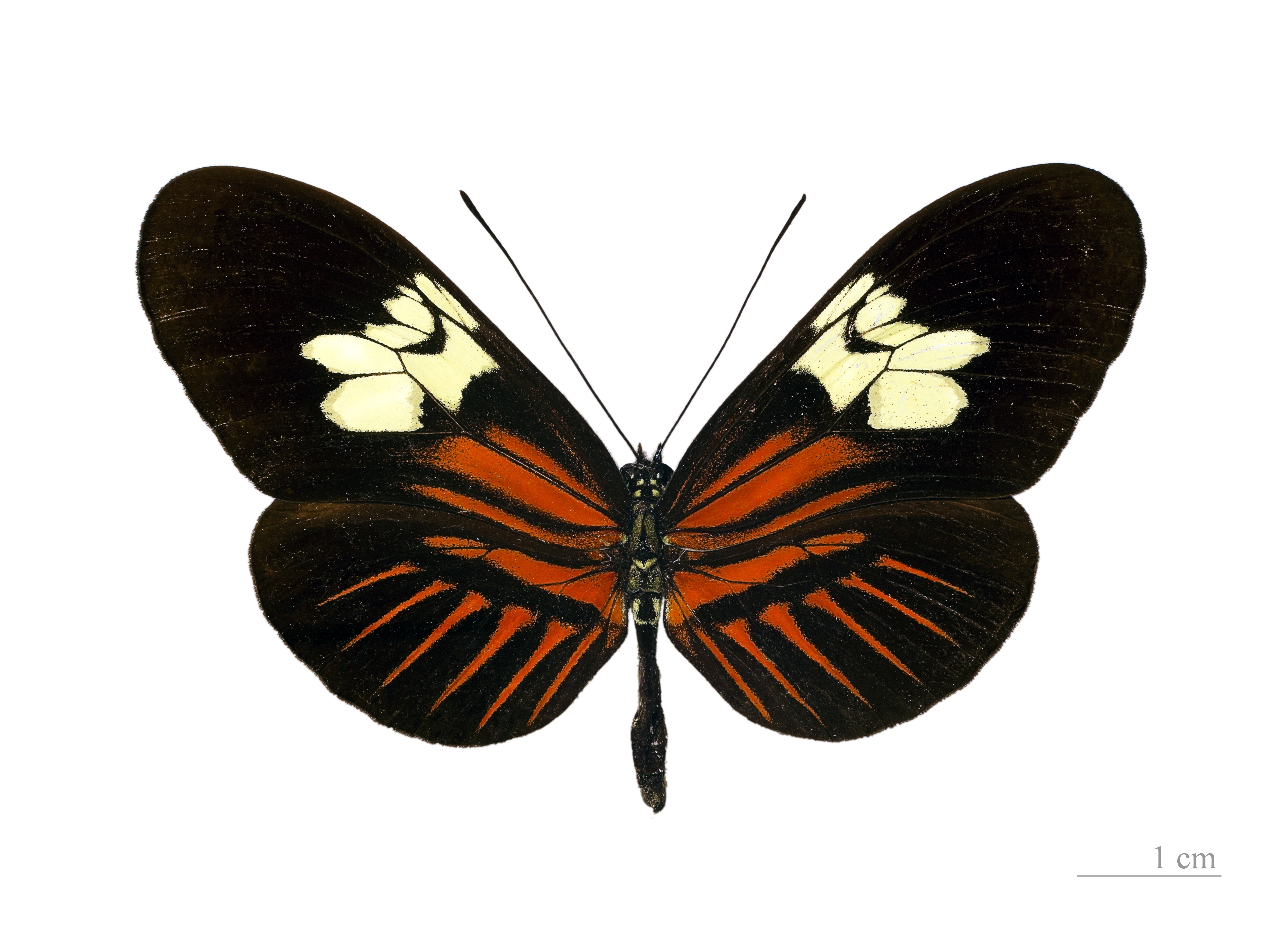
Heliconius melpomene penelope ♀ Face dorsale
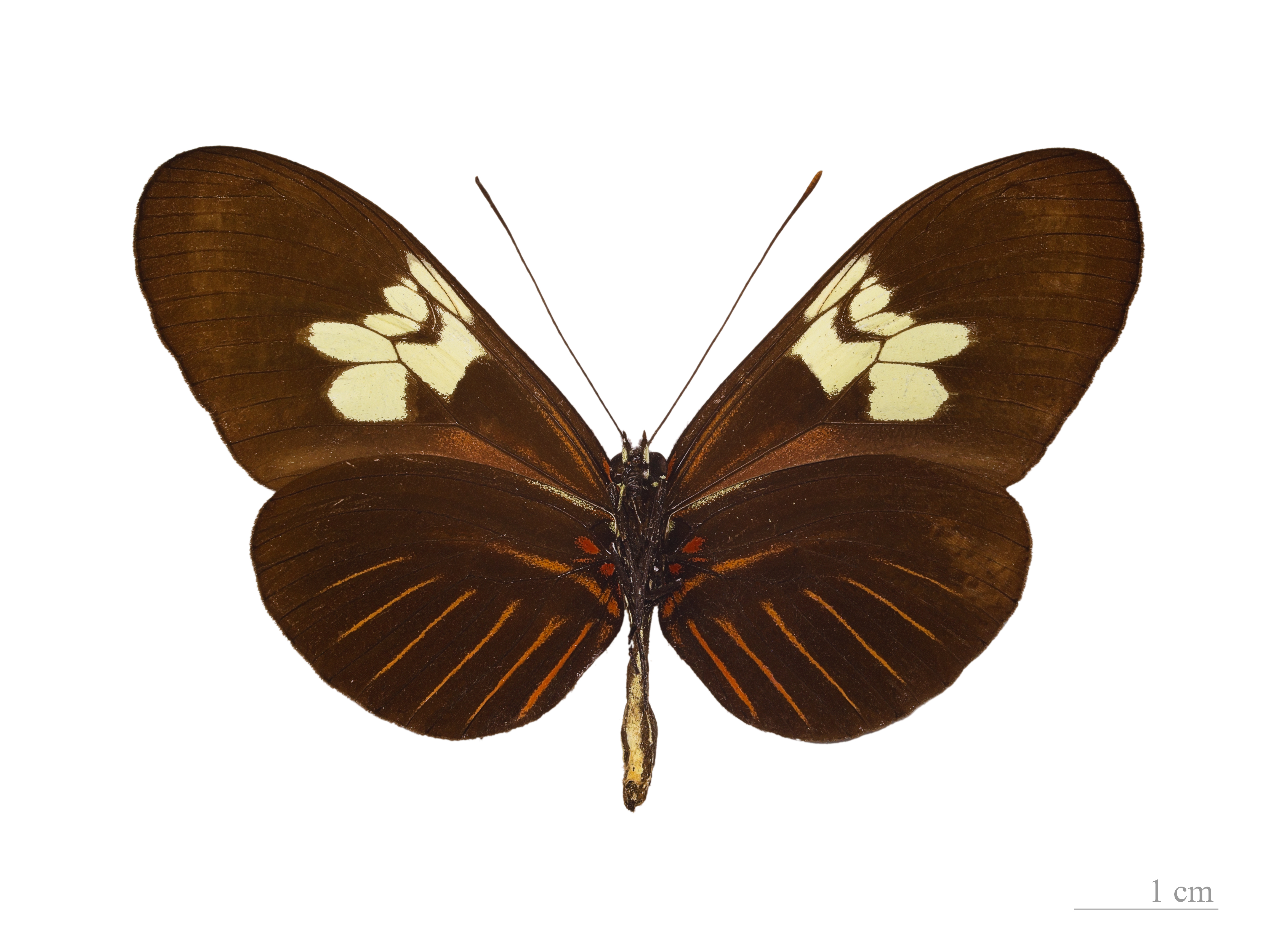
Heliconius melpomene penelope ♀ △ Face ventrale

- Heliconius melpomene pyrforus (Kaye, 1907)
- Heliconius melpomene rosina (Boisduval, 1870)
- Heliconius melpomene schunkei (Lamas, 1976)
- Heliconius melpomene tessa (Barcant, 1982)
- Heliconius melpomene thelxiope (Hübner, [1806])
- Heliconius melpomene thelxiopeia (Staudinger, 1897)
- Heliconius melpomene vicina (Ménétriés, 1847)
- Heliconius melpomene vulcanus (Butler, 1865)
- Heliconius melpomene xenoclea (Hewitson, [1853])[1].

### Phylogénèse
Des études réalisées récemment en particulier sur les  mitochondries font remonter son origine à 2,1 M d'années. Il serait originaire de l'est de l'Amérique du Sud.

## Description
C'est un très grand papillon noir qui présente de fortes différences suivant les sous-espèces avec des ornementations variables. Tous présentent des ailes allongées et arrondies noires ou marron foncées avec des ornementations identiques sur les deux faces.
Les antérieures sont barrées d'une bande rouge ou cuivre, ou orange ou de taches blanches.
Les postérieures sont soit totalement noires (ou marron) soit barrées d'une bande blanche ou jaune ou marron et cuivre
Heliconius melpomene présente un irisé bleuté qui le différencie de Heliconius erato

### Chenilles
Les chenilles sont blanches avec des marques et des épines noires.

## Biologie

### Période de vol et hivernation
Il vole toute l'année.

### Plantes hôtes
Les plantes hôtes sont des passiflores, dont Passiflora oerstedii et Passiflora menispermifolia.

## Écologie et distribution
Il réside dans le sud du Mexique, en Amérique centrale et dans le bassin amazonien (sud du Mexique, Panama, Costa Rica, Bolivie, Pérou, Équateur, Colombie, Venezuela, Suriname, Guyane française, Guyana et Brésil).

### Biotope
Son habitat est la forêt tropicale.